# Aeroportul Internațional Satu Mare
|  |

Aeroportul Internațional Satu Mare (cod IATA: SUJ, cod ICAO: LRSM) este unul din cele mai vechi aeroporturi din România, fiind deschis în anul 1936. Astăzi, aeroportul este deschis traficului național și internațional de persoane și mărfuri.

## Istoric
Aeroportul Satu Mare a fost înființat în anul 1936 printr-un decret regal, pe o suprafață de 600x600 metri. Un an mai târziu este finalizată construcția hangarului și a aerogării, iar în anul 1938, după deschiderea oficială, primul avion care a aterizat pe noul aeroport a fost de tipul Junkers 34, care a efectuat un zbor pe ruta Cluj-Napoca - Satu Mare - Oradea - Cluj-Napoca. 
Până în anul 1940, pe noul aeroport operează avioane ale companiei LARES (Linii Române Aeriene Exploatate de Stat), cu zboruri zilnice de pasageri, marfă și poștă, ca mai apoi, odată cu înființarea companiei TAROM, în anul 1954 să se înceapă operarea zborurilor regulate către București, cu avioane Li 2 și IL 14. În anul 1973 începe construirea pistei betonate de 2500×60 metri care se inaugurează în 1975.
Pe noul aeroport operează curse regulate Satu Mare - București și Satu Mare - Constanța, cu avioane de tipul AN24, IL 18 și BAC 1-11, dar și zboruri poștale, militare și utilitare.
În 1996 este declarat aeroport deschis traficului internațional. În perioada mai-noiembrie 2000, compania GRIVCO Air a operat de două ori pe săptămână zboruri pe ruta Sibiu - Satu Mare - Brescia (Italia) cu aeronavele YAK 40.
În ultimul trimestru al anului 2015 Aeroportul Satu Mare a intrat într-un proces de modernizare, urmând a se îmbunătăți terminalul de pasageri, la fel și infrastructura aferentă rulării aeronavelor, în urma unei finanțări de 66,2 milioane lei. Investițiile au inclus refacerea în totalitate a suprafețelor de mișcare (pista de aterizare/decolare și platforma), realizarea a două platforme antisuflu, turnarea unui strat subțire de asfalt la rece pe o suprafață de 127.000 mp, refacerea în totalitate a rosturilor de dilatare și de contracție, înlocuirea și demolarea sistemului de drenaj ape pluviale din contrapantă, iar sistemul de balizaj al pistei a fost ridicat de la categoria CAT. I la CAT. II. Proiectul a inclus și extinderea clădirii aerogării, prin creșterea suprafeței existente cu 1115 mp, ajungându-se la o suprafață totală de 2150 mp. Astfel capacitatea operațională a ajuns la un număr de 200 de pasageri procesați pe oră pe flux, aerogara fiind dotată cu 4 ghișee de check-in și 4 porți de control securitate.
În 2017 au avut loc 2123 aterizăi/decolări aeronave de pe Aeroportul Satu Mare.
Lucrările de construcție la noul terminal al Aeroportului Internațional Satu Mare în valoare de 311,85 milioane de lei, au fost atribuite in luna februarie 2023, asocierii formate din Bog’Art, în calitate de lider, alături de UTI Construction and Facility Management și Drumuri Bihor. Proiectul a implicat multiple etape și componente, printre care: construirea unui nou terminal de plecări (Schengen și non-Schengen), modernizarea terminalului existent cu transformarea acestuia într-un terminal de sosiri (Schengen și non-Schengen), instalarea unui sistem automat de manipulare a bagajelor, extinderea platformei de parcare a aeronavelor, construirea unei noi stații de pompieri, modernizarea sistemului de iluminare a pistei și tehnologii pentru îmbunătățirea securității, toate urmând a fi finalizate pe parcursul anului 2024.

## Destinații
Aeroportul Satu Mare are programate zboruri regulate operate de TAROM către București de zece ori pe săptămână.. În vara anului 2018 compania națională TAROM oferea zboruri sezoniere către Constanța, cu o frecevență de două zboruri pe săptămână.
De asemenea, compania aeriană low-cost Wizz Air oferă trei curse săptămânale Satu Mare - Londra Luton.
| Companie | Destinații   |
| -------- | ------------ |
| TAROM    | București    |
| Wizz Air | Londra-Luton |

## Statistica
| An   | Pasageri | Comparație cu anul precedent | Mișcări aeronave | Comparație cu anul precedent |
| ---- | -------- | ---------------------------- | ---------------- | ---------------------------- |
| 2008 | 7.298    | ▬                            |                  |                              |
| 2009 | 11.101   | ▲ 52,1%                      |                  |                              |
| 2010 | 18.859   | ▲ 69,9%                      |                  |                              |
| 2011 | 23.469   | ▲ 24,4%                      |                  |                              |
| 2012 | 19.289   | ▼ 17,8%                      |                  |                              |
| 2013 | 16.195   | ▼ 16,1%                      | 1.062            |                              |
| 2014 | 12,644   | ▼ 16,1%                      | 994              | ▼ 6,4%                       |
| 2015 | 17.371   | ▲ 36,1%                      | 1.132            | ▲ 13,9%                      |
| 2016 | 23.796   | ▲ 37,0%                      | 1.440            | ▲ 27,2%                      |
| 2017 | 60.795   | ▲ 155,5%                     | 2.123            | ▲ 47,4%                      |
| 2018 | 75.692   | ▲ 24,5%                      | 1.796            | ▼ 15,4%                      |
| 2019 | 84.172   | ▲ 11,2%                      | 2.390            | ▲ 33,1%                      |
| 2020 | 25.547   | ▼ 69,6%                      | 1.464            | ▼ 38,7%                      |
| 2021 | 47.280   | ▲ 85,5%                      | 1.240            | ▼ 15,3%                      |
| 2022 | 60.568   | ▲ 28,1%                      | 1.504            | ▲ 21,3%                      |
| 2023 | 56.396   | ▼ 6,9%                       | 1.058            | ▼ 29,6%                      |
| 2024 | 70.206   | ▲ 24,5%                      | 1.008            | ▼ 4,7%                       |

## Date financiare

#### 2016
Venituri totale de 6,759 milioane lei, din care 0,946 milioane venituri propii din exploatarea aeroportului, 1,059 milioane subvenți investiții și 4,859 subvenții pentru exploatare dela Consiliul Județean Satu-Mare. Cheltuieli totale de 6,738 milioane, din care 3,250 milioane cheltuieli cu personalul.

#### 2017
Venituri totale 10,208 milioane, din care 1,055 milioane venituri proprii rezultate din exploatare aeroport, 4,892 milioane subvenții pentru exploatare și 4,211 milioane subvenții alocate pentru investiții.
Active imobilizate* (total) 50 milioane lei unde construcțiile reprezintă 17 milioane iar instalațiile tehnice și mașini 23 milioane, active circulante (bani) de 24,864 lei, datorii/creanțe de  23,963 milioane lei.
*nu ni se prezintă date despre deprecierea anuală a activelor